# رشیدی سمرقندی
ابومحمد بن محمد رشیدی سمرقندی شاعر ایرانی پارسی گوی قرن ۶ ه‍.ق فرارود و از مردم سمرقند بود. القاب وی سیدالشعرا و تاج الشعرا می‌باشند. رضاقلی‌خان هدایت نام وی را «ارشدی» آورده و گفته نام وی ابومحمد است. عوفی دربارهٔ وی گفته که وی چندین تصنیف سروده و چندین کتاب تألیف کرده و زینت نامه یکی از نتایج خاطر اوست. هدایت هم منظومه ای به نام مهر و وفا را از منظومه‌های وی دانسته.